# Champagne
Lo champagne (in italiano, raro, sciampagna) è un vino spumante francese ad appellation d'origine contrôlée (AOC), prodotto con metodo classico; famoso in tutto il mondo e comunemente associato ai concetti di lusso e di festa.
Prende il nome dalla provincia storica della Champagne, situata nella regione francese del Grande Est, dove il vino è prodotto.

## Storia

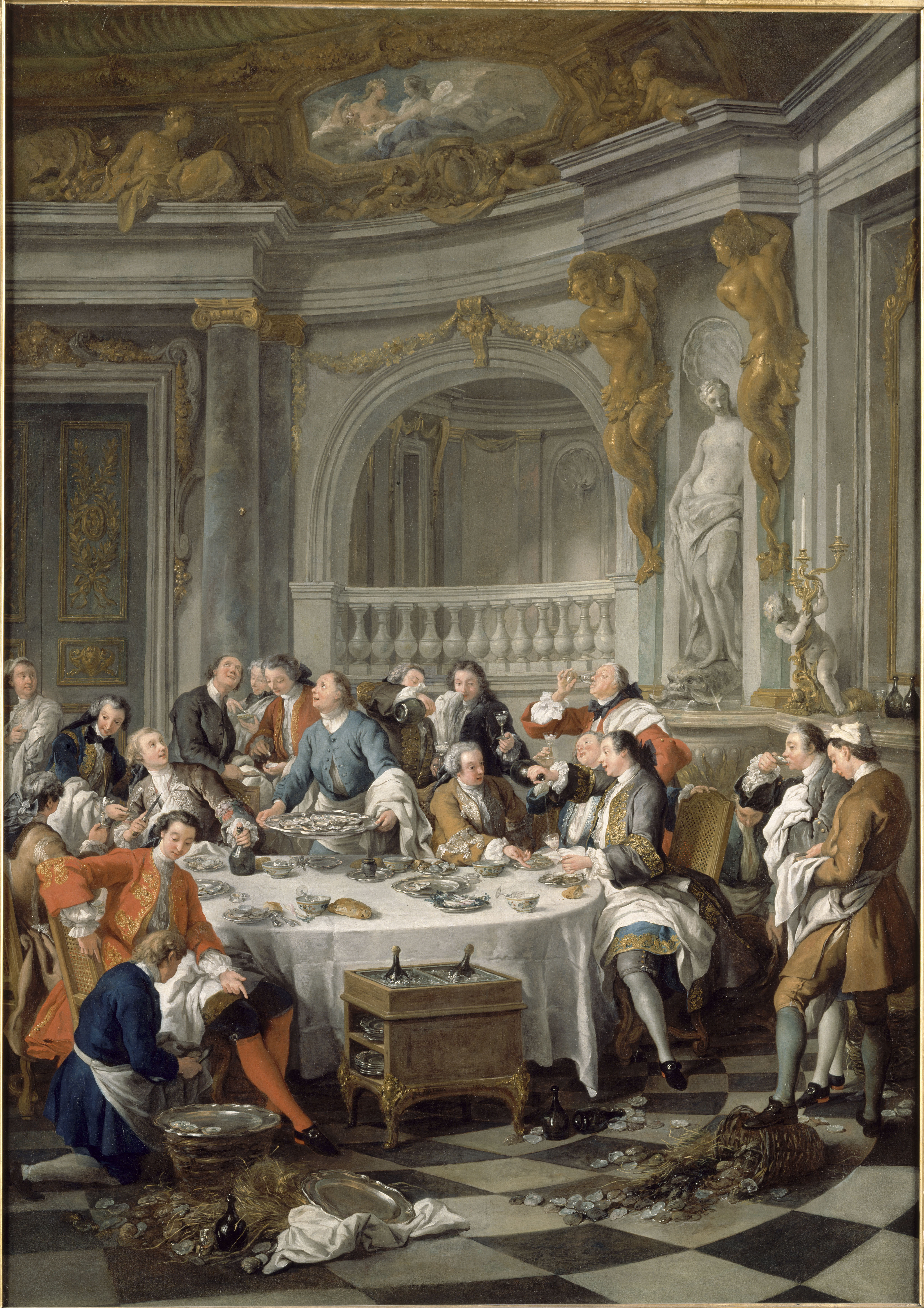
Il pranzo di ostriche di Jean-François de Troy (1734), il primo dipinto che rappresenti il consumo di champagne

Lo champagne è uno dei pochi vini ai quali sia stato attribuito un inventore, l'abate benedettino Dom Pierre Pérignon, anche se sulla storia della sua origine esistono versioni differenti.
I vini della regione della Champagne erano conosciuti fin dal Medioevo; venivano prodotti principalmente dai monaci delle numerose abbazie presenti nella regione, che lo usavano come vino da messa. Ma anche i regnanti francesi apprezzavano molto questi vini, fini e leggeri, tanto da offrirli in segno di omaggio agli altri regnanti europei. Si trattava però principalmente di vini fermi, quindi senza spuma, e rossi.
Le guerre e i saccheggi, che nel 1600 devastarono la regione, causarono la distruzione e l'abbandono delle abbazie e dei conventi, e quindi il decadimento delle annesse vigne.
Intorno al 1670, Pierre Pérignon, giovane monaco benedettino, giunse all'abbazia d'Hautvillers, vicino a Épernay, con l'incarico di tesoriere; egli trovò il convento e le vigne in uno stato di totale abbandono e si adoperò per rimetterle in sesto.
Il suo lavoro fu indirizzato principalmente alla produzione del vino; da perfezionista qual era, si applicò alla selezione delle uve migliori (la sua scelta cadde sul pinot nero), al privilegiare i terreni più vocati alla produzione, ad affinare le tecniche del taglio dei vini (assemblaggio di uve dello stesso tipo provenienti da zone diverse), e a preferire una spremitura dolce per ottenere un mosto chiaro anche se da uve a bacca nera (tutte tecniche caratteristiche, ancora oggi, della produzione dello champagne).
Rimane il dubbio sulla genesi della trasformazione del vino fermo in vino spumante:
- una versione afferma che lo champagne sia nato casualmente per errore durante il processo di vinificazione di alcuni vini bianchi; tale errore avrebbe causato lo scoppio di alcune bottiglie poste ad affinare in cantina e quindi portato alla scoperta, da parte dell'abate, della "presa di spuma";
- un'altra versione afferma che l'abate, per rendere più gradevole il vino prodotto, vi aggiungesse in primavera dei fiori di pesco e dello zucchero, tappando successivamente la bottiglia con tappi di legno di forma tronco-conica; allo stappare della bottiglia si produceva della spuma;
- un'ulteriore versione afferma che i viticoltori che usavano vinificare le uve di pinot si fossero resi conto che il vino ottenuto invecchiava male nelle botti, per cui decisero di imbottigliarlo subito dopo la fermentazione; nelle bottiglie questo vino conservava efficacemente gli aromi, ma aveva il difetto di diventare naturalmente spumante, il che comportava lo scoppio di molte bottiglie.

Quale che sia la versione, l'abate arrivò alla conclusione che la spuma fosse dovuta a una rifermentazione (dovuta a errori nella vinificazione o all'aggiunta di lieviti — contenuti nei fiori di pesco — e di zucchero) del vino, con conseguente produzione di anidride carbonica. A questo punto, resosi conto della gradevolezza del vino "spumante", decise di perfezionarne la produzione.
Messe da parte le versioni più o meno romanzate, i veri grandi meriti di Dom Pérignon nell'evoluzione della tecnica di produzione dello champagne furono quelli di definire il vitigno più adatto (il pinot noir), di applicare metodicamente la tecnica dell'"assemblaggio" e di sostituire i tappi di legno a forma tronco-conica, usati fino ad allora, con tappi di sughero, ancorati al collo della bottiglia per mezzo di una gabbietta metallica.
Da quel momento in poi anche altri proprietari di vigne della zona cominciarono a produrre il vino seguendo le indicazioni dell'abate e i nuovi produttori contribuirono all'affinamento e al miglioramento della tecnica di produzione dello champagne.

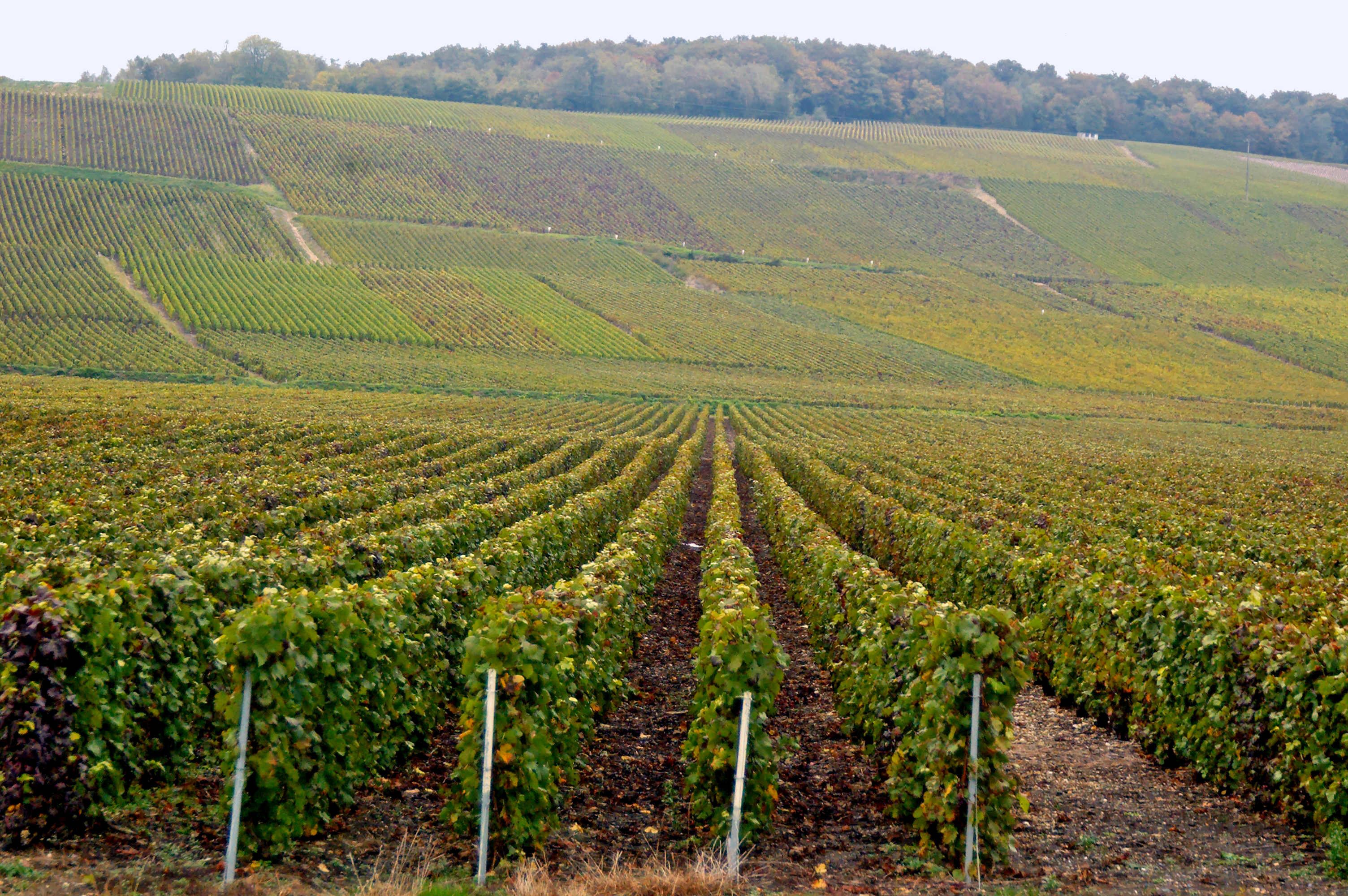
Vigneti di Passy-Grigny nella Champagne

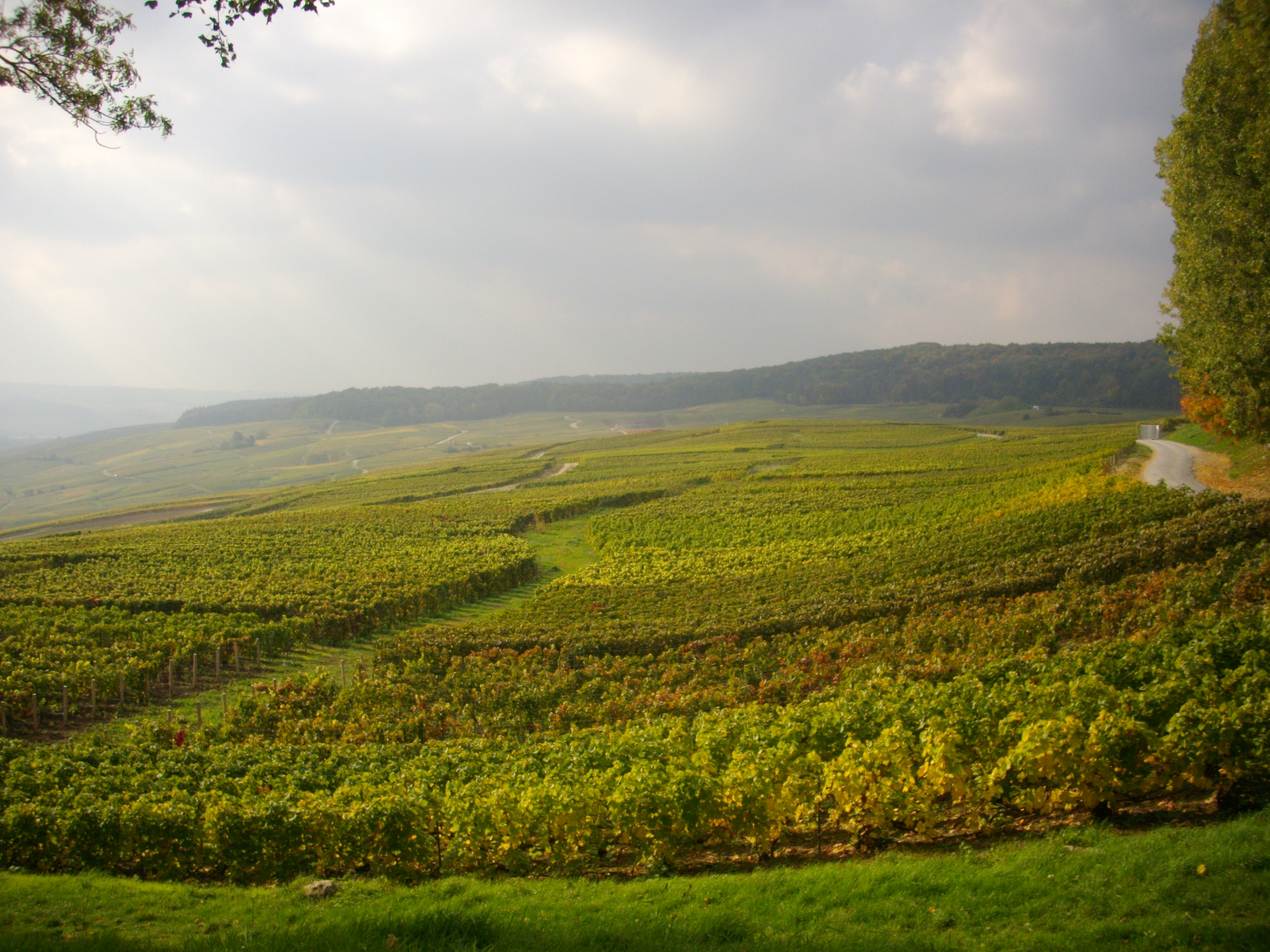
Vigneti di Hautvilliers nella Champagne

Ad esempio il problema della formazione di un deposito nelle bottiglie durante la permanenza in cantina per la seconda fermentazione (la cosiddetta feccia) fu risolto dai tecnici dell'azienda di Barbe Nicole Ponsardin, vedova Clicquot (la famosa Veuve Clicquot, che ha dato il nome all'omonima casa vinicola); essi idearono le pupitres (strutture a "V" rovesciata costituite da due tavole di legno incernierate su un lato e dotate di fori in cui inserire i colli delle bottiglie) e misero a punto il remuage sur pupitres, tecnica che consentiva di effettuare la separazione dei lieviti dal vino, dando così allo champagne la limpidezza che lo caratterizza.
La crescente diffusione dello champagne ha portato alla nascita di aneddoti e leggende difficilmente verificabili, come il fatto che Dom Pérignon fosse un esperto assaggiatore di vini (in realtà era astemio ma, essendo anche vegetariano, era un eccellente assaggiatore di uve), o la confessione in punto di morte da parte di Dom Pérignon della ricetta segreta dello champagne (non di ricetta si trattava, ma soltanto dell'indicazione di aggiungere al vino zucchero e miscela di liquori), il fatto che la forma del bicchiere a coppa in cui veniva servito fosse stata modellata sulla forma - considerata perfetta - del seno di Madame de Pompadour o forse Diana di Poitiers, e altre ancora.
Rimane il fatto che lo champagne è un vino spumante la cui notorietà è diffusa in tutto il mondo e il cui uso ha assunto valenza simbolica in varie situazioni (basti pensare al varo delle navi, alle premiazioni delle gare automobilistiche e ciclistiche e in generale a tutte le celebrazioni di eventi particolarmente importanti).
Di seguito le date più importanti della storia dello champagne, riportate in conformità a quanto indicato anche in alcuni siti internet che trattano dell’argomento:
- I-IV secolo: compaiono i primi vigneti nella contea dello Champagne;
- IX secolo: si fa riferimento ai vini prodotti nello Champagne come vins de la Montagne e vins de la Rivière;
- 1114: Grande Charte Champenoise;
- XIV-XV secolo: lo sviluppo della viticoltura viene rallentato dalla guerra dei Cento Anni che devasta il territorio dello Champagne, portando all’abbandono delle vigne.
- Fine del XV secolo: il vigneto riprende la sua espansione nel territorio dello Champagne. Il numero dei vigneti rimasti si triplica, e alla fine del XV secolo i comuni viticoli risultano essere diverse centinaia.
- XVI secolo: i vini di Aÿ si aggiungono ai vini prodotti nello Champagne.
- 1735: viene introdotta la bottiglia per imbottigliare lo champagne, come ancora oggi in uso;
- Fine del XVIII secolo: compaiono i primi tappi di sughero e il metodo champenoise (comparsa dei vini effervescenti dello Champagne),
- XIX secolo: il vino dello Champagne diventa un riferimento allo spirito francese, alla gioia e alla grande festa.
- 1882:  Viene creato il "Syndicat de commerce de vins de Champagne" per opera di quattro Maison dello Champagne;
- 1887: il Syndicat des Grandes Marques de Champagne ottiene dalla Corte d'Appello di Angers una sentenza che riconosce la proprietà della denominazione Champagne ai soli vini prodotti integralmente nel territorio dello Champagne: "Per Champagne o Vini di Champagne non si può intendere altro che un vino raccolto ed elaborato in Champagne, antica provincia francese, geograficamente determinata e i cui limiti non possono essere estesi o ridotti".
- 1890-1894: crisi a causa della fillossera;
- 1908: prima delimitazione della zona di produzione dello champagne, basata sul criterio della tradizione viticola: la Marna (Reims, Epernay, Vitry-le-François) e l’Aisne costituiscono la zona tutelata dalla denominazione, territorio che si estende per circa 15 000 ettari.
- 1911: la Champagne viticola adotta una scala dei vini che definisce il prezzo delle uve.
- 22 luglio 1927: la legge francese fissa gli attuali principi di delimitazione geografica della Champagne viticola. In tutta la Champagne vengono censiti i "comuni idonei a produrre il vino a denominazione". Vengono inseriti i territori dell'Aube e una serie di comuni che erano stati omessi durante la delimitazione del 1908. La superficie della zona viticola, stabilita dalla legge, è pari ora a ben 35 280 ettari.
- 1931-1935: crisi di sovrapproduzione e di vendita.
- 29 giugno 1936: al fine di garantire autenticità e qualità dal territorio, viene introdotta la denominazione Appellation d'Origine Contrôlée (AOC).

Riguardo a quanto sopra riportato, un'interessante indagine sui principali eventi che hanno segnato la storia dello champagne, è il video fatto da una nota grande maison dello champagne, che ripropone visivamente le date più importanti nello sviluppo dello champagne.
E, a proposito del 1908, come si evince da quanto sopra riportato, data chiave nella storia dello champagne perché definisce geograficamente lo champagne e che è dunque parte primaria del suo "battesimo", è rilevante l'immagine qui a fianco che mostra un'antica bottiglia di champagne firmata "De Serigny - Epernay, Carte Noire" e che nella dicitura scritta a mano nel retro dell'etichetta è un riferimento storico a tale data, oltreché testimonianza concreta del crescere dell'importanza dello champagne agli inizi del secolo scorso e che fa comprendere, come già ai primi del 1900, lo champagne fosse considerato un prodotto particolarmente ricercato, prestigioso e di gran moda anche già fra gli italiani: la bottiglia, presumibilmente prodotta in quell'anno o in anni precedenti da una maison dell'epoca, come riporta la nota scritta a mano, fu regalata da un noto avvocato di Genova (Italia) dell'epoca a sua moglie Paolina Becchi - figlia di una tra le più importanti famiglie di imprenditori e finanzieri in Genova (Italia) dell'epoca, durante il proprio viaggio di nozze passando per Parigi.
Da notare che nell'etichetta della bottiglia – che appare già molto raffinata (si pensi che l'etichetta in quadricromia si dice nascesse poco prima, nel 1840 per opera di uno svizzero
)- è già incluso nel blasone un diretto riferimento al territorio dello Champagne.
Osservando comunque su una carta geografica l'ampiezza delle terre dello Champagne, il numero tutto sommato abbastanza contenuto delle maison oggi note e alcuni degli eventi indicati nelle date storiche sopra elencate, è lecito supporre che una parte di storia dello champagne costruita da ignoti proprietari di maison a quell'epoca prestigiose o piccole tenute tra il 1800 e la metà del 1900, sia andata persa in seguito sia alla "Crisi della Philloxera",  che distrusse i vitigni dello champagne tra il 1890 e 1894, sia a eventi bellici della seconda guerra mondiale (invasione nazista, tumulti) sia, tra il 1931 e il 1935, a causa della crisi di sovrapproduzione e crollo delle vendite.
Sarebbe certamente fondamentale per rendere il più completa possibile un'indagine storica riguardante lo champagne, studiare ancora più in profondità il periodo di storia dello champagne che va dal 1800 sino alla metà del 1900 e riportare alla conoscenza storia di aziende e marchi oggi ignoti, perché forse scomparsi a causa degli eventi sopradetti, ma che probabilmente possono aver contribuito, ciascuno con il proprio vigneto e il proprio prodotto, alla fama dello champagne e al suo divenire.

## Il marchio

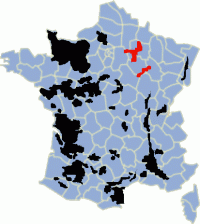
Una mappa delle regioni vinicole francesi, con la denominazione Champagne evidenziata in rosso

La denominazione «champagne» è un'Appellation d'origine contrôlée (AOC), corrispondente all'italiana DOC (Denominazione di Origine Controllata); ma anche il termine champagne è ugualmente tutelato da apposite norme internazionali contro l'uso non autorizzato.
Ad esempio il comune di Champagne, situato nel cantone di Vaud in Svizzera, avrebbe dovuto rinunciare a riportare il nome Champagne sui vini (non spumanti) prodotti nel suo territorio - di 28 ettari - in virtù di un accordo internazionale stipulato tra la Svizzera e l'Unione europea nel 2004; tuttavia il crollo delle vendite del prodotto svizzero ha portato i produttori a rigettare l'accordo nel 2008.
Con l’aumento della domanda e la produzione limitata di uva, le case dello Champagne affermano che l’aumento dei prezzi potrebbe produrre una reazione dei consumatori che danneggerebbe l’industria per anni nel futuro. Questo e la pressione politica dei villaggi che volevano essere inclusi nei confini ampliati hanno portato al trasferimento. Le modifiche sono soggette a significative revisioni scientifiche e si dice che non avranno alcun impatto sulle uve prodotte nello Champagne fino al 2020.
Una decisione finale non è prevista prima del 2023 o del 2024.

### Uso della parola champagne

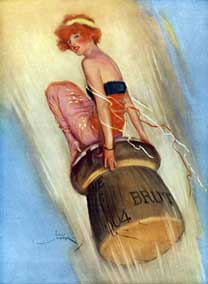
1915 Illustrazione della rivista inglese di una donna seduta su un tappo di champagne in volo (Collezione Lordprice)

I vini spumanti sono prodotti in tutto il mondo, ma molte strutture giuridiche riservano la parola Champagne esclusivamente ai vini spumanti della regione dello Champagne, prodotti secondo le normative del Comité Interprofessionnel du vin de Champagne.
Nell'Unione europea e in molti altri paesi, il nome Champagne è legalmente protetto dal sistema di Madrid in base a un trattato del 1891, che lo riservava allo spumante prodotto nell'omonima regione e aderendo agli standard definiti per esso come denominazione d'origine controllato; la protezione è stata riaffermata nel Trattato di Versailles dopo la prima guerra mondiale.
Oltre 70 paesi hanno adottato una protezione legale simile. Più recentemente Australia, Cile, Brasile, Canada e Cina hanno approvato leggi o firmato accordi con l'Europa che limitano l'uso del termine Champagne solo ai prodotti prodotti nella regione dello Champagne.
La maggior parte degli spumanti prodotti negli Stati Uniti non utilizza il termine Champagne sulle proprie etichette, e alcuni stati, come l'Oregon, vietano ai produttori dei loro stati di utilizzare il termine. Tuttavia, al di fuori del Nord America, lo spumante americano Schmittmann's si chiama Schmittmann's Champagne, nonostante sia prodotto ad Allen, in Texas.
Anche i termini méthode champenoise e metodo Champagne furono proibiti da una decisione della Corte Europea nel 1994.
Dal 2005 la descrizione più spesso utilizzata per i vini spumanti che utilizzano la seconda fermentazione in bottiglia, ma non provenienti dalla regione dello Champagne, è méthode tradizionenelle. I vini spumanti sono prodotti in tutto il mondo e molti produttori usano termini speciali per definirli: la Spagna usa Cava, l'Italia lo designa spumante e il Sudafrica usa cap classique. Uno spumante italiano ottenuto dall'uva Moscato utilizza l'Asti DOCG e dall'uva Glera il Prosecco DOC. In Germania, Sekt è uno spumante comune.

## Produzione

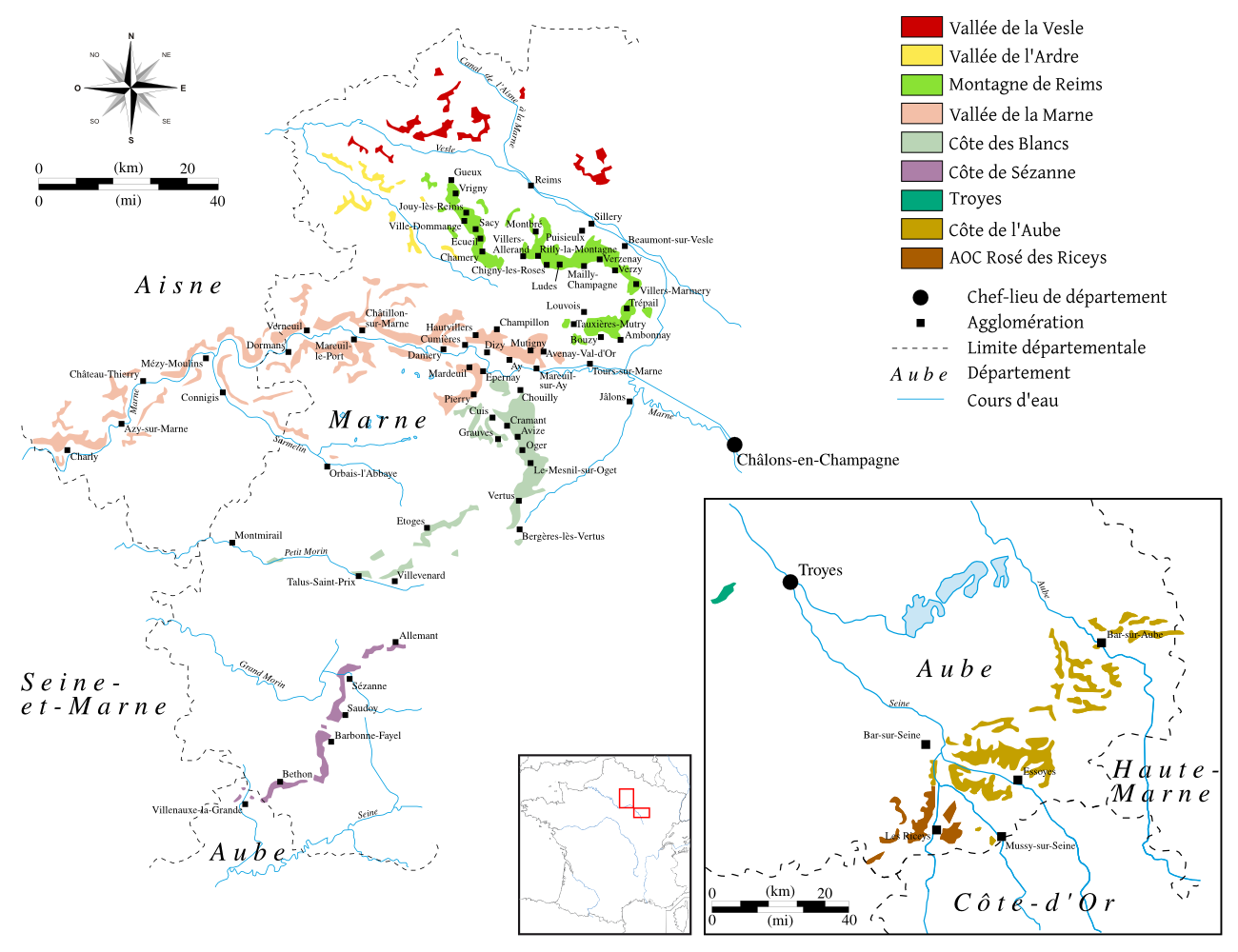
Mappa delle zone di produzione dello champagne nella regione omonima

Lo champagne è un vino che presenta varie caratteristiche particolari rispetto agli altri grandi vini:
- la vendemmia viene effettuata manualmente (il disciplinare vieta l'uso delle macchine vendemmiatrici) in quanto è essenziale che l'uva arrivi al corretto grado di maturazione e perfettamente integra alla pigiatura.

Lo champagne può essere anche un bianco ottenuto da uve a bacca nera - il pinot noir e il pinot meunier - vinificate in bianco - vedi più avanti nella sezione "vinificazione".
- quasi sempre viene effettuato l'assemblaggio"[21] tra vini di provenienza e di millesimi differenti, al fine di assicurare una continuità delle caratteristiche qualitative e organolettiche. L'indicazione del millesimo è possibile solo quando vengono assemblati vini della stessa annata; ciò è generalmente indice di un'elevata qualità. Ancor più particolare e di pregio è uno champagne millesimato la cui base è composta da uve di un solo vigneto (cru), specie se mono-varietà (solo chardonnay, solo pinot nero, solo pinot meunier).
- è un vino spumante mantenuto in pressione nella bottiglia per mezzo di un tappo a forma cilindrica che prende la caratteristica forma a fungo a causa dello schiacciamento della gabbietta metallica in fil di ferro che trattiene il tappo. All'apertura, il tappo tenderà a saltare e lo champagne a fuoriuscire rapidamente producendo molta schiuma, il che ne rende il servizio leggermente complesso. Una volta versato nel bicchiere, si ha la produzione più o meno persistente di bollicine (perlage) che tendono a salire verso la superficie del liquido.
- la marca è un elemento essenziale per l'identificazione; gli champagne più pregiati sono champagne di marca (una grande maison ma anche un piccolo vignaiolo normalmente producono diversi champagne, cioè diversi prodotti/etichette).

### Vitigni utilizzati
I principali vitigni autorizzati sono:
- chardonnay (uva a bacca bianca, 26% della superficie vitata),
- pinot noir (uva a bacca nera, 37% della superficie vitata),
- pinot meunier (uva a bacca nera, caratterizzata da una maturazione leggermente più tardiva rispetto al pinot noir, 37% della superficie vitata).

Gli altri vitigni autorizzati, che rappresentano meno dello 0,3% del totale della superficie vitata, sono l'arbanne, il petit meslier, il pinot blanc e il pinot gris (tutti a bacca bianca).
L'arbanne è un'uva dei vigneti di Bar-sur-Aube e delle zone circostanti che è ormai considerata autoctona poiché viene coltivata in questi territori da qualche centinaio di anni. Il vitigno si caratterizza per la produzione di grappoli che accolgono acini di dimensioni differenti, cioè piccoli e grandi, la buccia è invece alquanto spessa e resistente, tanto che crea qualche problema nella pressatura. È un vitigno tardivo, per cui necessita di essere piantato su pendii ben esposti.

### La vinificazione

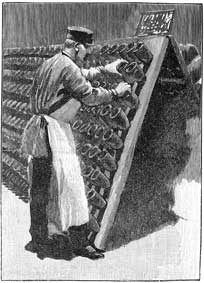
Le Remueur: incisione del 1889 dell'uomo che controlla le bottiglie di champagne in fase di vinificazione

Il vino champagne viene prodotto secondo il metodo champenoise: questa definizione è utilizzabile solo per i vini spumanti (con metodo della rifermentazione in bottiglia) prodotti nella regione della Champagne; nel resto del mondo (quindi anche le altre zone di Francia)  tale procedimento è denominato "metodo della rifermentazione in bottiglia" o "metodo tradizionale" o "metodo classico".
Il metodo champenoise consiste principalmente nell'operare una doppia fermentazione: la prima del mosto, nel tino, la seconda del vino (ottenuto dalla prima fermentazione), nella bottiglia.
Il procedimento di vinificazione prevede numerose fasi e prevede che vengano lavorati solo grappoli interi. Per questo le uve vengono raccolte manualmente in maniera selettiva, cioè scegliendo solo i grappoli che hanno raggiunto la giusta maturazione, e trasportate ai centri di pressatura cercando di mantenere il più possibile l'integrità degli acini.
La resa in mosto deve essere bassa. La legislazione prevede che da 4 000 chilogrammi di uva (il marc, che è l’unità tradizionale di pressatura), è possibile ricavare 25,50 ettolitri di mosto che è a sua volta frazionato in 20,50 hl di cuvée e i successivi 5 hl della cosiddetta taille.
Successivamente alla spremitura, che deve essere dolce e graduale, ha inizio il processo di fermentazione.
La prima fermentazione, chiamata fermentazione alcolica, è identica a quella che subiscono i vini cosiddetti "tranquilli" (cioè non effervescenti). Quando questa prima fermentazione si conclude (di solito in primavera), si imbottiglia il "vino di base" con un tappo metallico a corona (lo stesso impiegato per chiudere le bevande gassate) in grado di sopportare la pressione che si svilupperà all'interno della bottiglia, dopo avergli aggiunto lieviti selezionati (prelevati da ceppi della zona dello champagne) e zucchero, al fine di far avviare la seconda fermentazione; questa seconda fermentazione produce anidride carbonica che determina la formazione di bollicine, cioè della spuma. Tuttavia, questa seconda fermentazione provoca anche la formazione della feccia, costituita dai residui dei lieviti esausti, che intorbidisce il vino e che è necessario eliminare. Per far ciò occorre sistemare le bottiglie sulle pupitres, strutture a "V" rovesciata costituite da due tavole di legno incernierate su un lato e dotate di fori in cui inserire i colli delle bottiglie.
Ogni giorno le bottiglie vengono ruotate con un movimento secco (remuage sur pupitres), con una rotazione inizialmente di un ottavo di giro e successivamente aumentata a un sesto e, alla fine del processo, a un quarto di giro. Tale operazione ha lo scopo di staccare la feccia dalla parete interna della bottiglia e farla scendere in basso verso il collo della stessa. Infatti, dopo ogni scotimento, le bottiglie sono riposizionate inclinandole sempre più, fino a quando saranno in posizione quasi verticale; in tal modo le fecce saranno tutte a contatto del tappo. Per eliminare le fecce s'inserisce il collo della bottiglia in una soluzione salina a bassissima temperatura, che provoca l'istantaneo congelamento delle fecce; a questo punto si toglie il tappo (questa operazione si chiama dégorgement, e se fatta a mano è definita à la volée), e con esso il deposito dei lieviti.
Dopo il dégorgement, si effettua il dosage, ovvero il rabbocco con una miscela (chiamata liqueur d'expédition) di zucchero e vini di annate precedenti, molto spesso fatti invecchiare in recipiente ligneo (quasi sempre barrique); un tempo era usanza aggiungere anche distillati, tipo cognac o armagnac, pratica divenuta rara. In alcuni casi la liqueur, a parte l'eventuale aggiunta zuccherina, potrebbe essere composta solo da vino della stessa partita. Ogni produttore custodisce gelosamente la composizione di questa miscela, che determina sia le caratteristiche organolettiche finali dello champagne sia, per la quantità di zucchero presente, la sua tipologia o dosage (secondo il regolamento europeo): pas dosé, extra brut, brut, extra dry, sec, demi sec, doux.
Una volta eseguita questa operazione non resta che tappare la bottiglia con il caratteristico tappo di sughero, la capsula metallica e la gabbietta in fil di ferro. Le bottiglie vengono lasciate ad affinare ancora alcuni mesi, prima che siano pronte per il consumo.

### I tipi di champagne
Gli champagne si possono differenziare per il colore, per il tipo di uve utilizzate, per il dosaggio (quantità di residuo zuccherino) e per il prezzo.
Colore
Lo champagne può essere "bianco" o rosé. Lo champagne rosè può essere ottenuto mescolando vini bianchi e vini rossi o da una breve macerazione a contatto con le bucce delle uve a bacca nera.
Uve
Lo champagne ottenuto da sole uve a bacca bianca si chiama blanc de blancs; lo champagne ottenuto da sole uve a bacca nera si chiama blanc de noirs.
Dosaggio
Tecnicamente è l'aggiunta allo champagne, prima dell'imbottigliamento, di una piccola dose di sciroppo composto da zucchero di canna, vini vecchi e, molto raramente ormai, cognac o altri distillati. Lo scopo del dosaggio è duplice: da un lato serve ad "addolcire" un vino che non ha residuo zuccherino e, di conseguenza, si presenta con un'acidità molto elevata, dall'altro lato è fondamentale per fornire allo champagne (soprattutto se non millesimato) quelle sfumature di aroma e di gusto caratteristiche del produttore, cioè quello che in gergo viene definito goût maison. Invece, per prodotti un po' particolari, amati dagli esperti, vi sono champagne la cui liqueur è composta unicamente da vino del medesimo lotto di rifermentazione ed, eventualmente, zucchero.
Annata
Se il vino base è realizzato con vino prodotto con uve raccolte in anni diversi, lo champagne è sans année; quando invece il vino base è prodotto con uve raccolte in un unico anno, allora lo champagne è millésime. Per essere millesimato il vino deve essere 100% di una sola annata.

## Le bottiglie di champagne

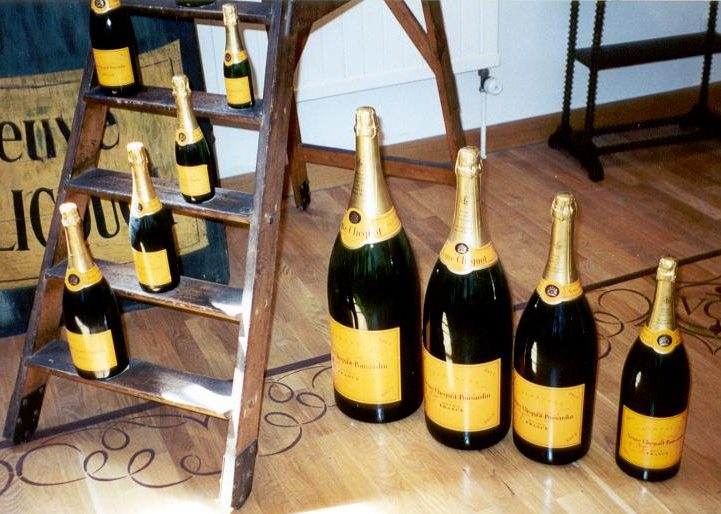
Esempi di differenti formati di bottiglie (da sinistra a destra). Sulla scala: magnum, normale, mezza, quarto. Sul pavimento: Balthazar, Salmanazar, Mathusalem, Jeroboam.

La classica bottiglia da champagne si chiama sciampagnotta, ha una capacità di 75 cL ed è più spessa e resistente delle normali bottiglie di vino.
I produttori di champagne hanno creato nel XIX secolo una serie di bottiglie di differenti capacità:
- la huitième: 9,4 cL = 1/8 di bottiglia (rara);
- la mignonette: 18,75 o 20 cL = 1/4 di bottiglia;
- la demie: 37,5 cL = mezza bottiglia;
- la moyenne: 60 cL = 4/5 di bottiglia (rara);
- la bouteille: 75 cL;
- la magnum: 1,5 L = 2 bottiglie;
- la jéroboam: 3 L = 4 bottiglie;
- la réhoboam: 4,5 L = 6 bottiglie;
- la mathusalem: 6 L = 8 bottiglie;
- la salmanazar: 9 L = 12 bottiglie
- la balthazar: 12 L = 16 bottiglie;
- la nabuchodonosor: 15 L = 20 bottiglie;
- la salomon 18 L = 24 bottiglie;
- la souverain 26,25 L = 35 bottiglie;
- la primat 27 L = 36 bottiglie;
- la melchizédec 30 L = 40 bottiglie.

Soltanto la demie, la bouteille e la magnum sono utilizzate per la seconda fermentazione; gli altri formati vengono generalmente riempiti con vino già fermentato.
Alcuni produttori hanno messo in commercio bottiglie di capacità superiore alla jéroboam (chiamati, ad eccezione del souverain e del primat, col nome di re biblici) come la salomon (18 litri) o la melchizédec (30 litri); tali formati sono poco usati, in quanto difficilmente maneggiabili, fragili e molto costosi da produrre.
Nel 2009, una bottiglia di champagne Perrier-Jouët del 1825 è stata aperta durante una cerimonia alla quale hanno partecipato 12 dei migliori degustatori di vino del mondo. Questa bottiglia è stata ufficialmente riconosciuta dal Guinness World Records come la bottiglia di Champagne più antica del mondo. Il contenuto è risultato bevibile, con note di tartufo e caramello nel gusto. Ora esistono solo altre due bottiglie dell'annata 1825.
Nel luglio 2010, 168 bottiglie furono trovate a bordo di una nave naufragata vicino alle Isole Åland nel Mar Baltico dal subacqueo finlandese Christian Ekström. Le analisi iniziali indicavano che c'erano almeno due tipi di bottiglie provenienti da due case diverse: Veuve Clicquot a Reims e la casa di champagne Juglar, da tempo defunta (assorbita da Jacquesson nel 1829).

### Il tappo

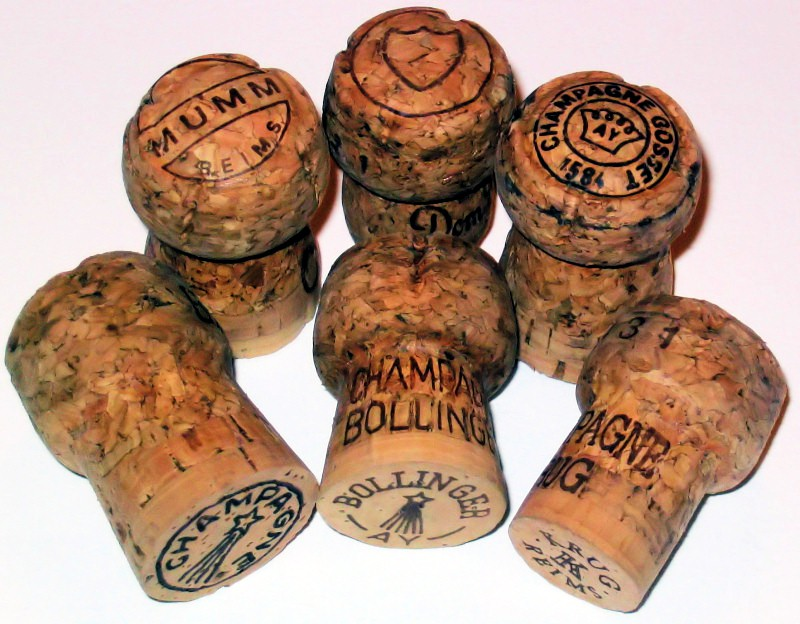
Tappi in sughero di champagne

Il tappo di sughero delle bottiglie di champagne è caratteristico per la forma a fungo che assume dopo la stappatura. In effetti il tappo non ha quella forma al momento dell'imbottigliamento, ma è cilindrico, di diametro decisamente maggiore di quello del collo della bottiglia in cui deve essere inserito. Affinché possa entrare (per circa la metà della sua lunghezza originaria) è necessario che sia compresso radialmente con forza tramite un'apposita attrezzatura (pressa), e immediatamente dopo, la parte di esso rimasta fuori della bottiglia deve essere "gabbiettata", cioè compressa assialmente per essere assestata sul "raso bocca" della bottiglia talché si possa instaurare il cosiddetto "effetto tappo corona" (è una sorta di "ribaditura" della testa). L'insieme di queste due compressioni che il tappo subisce, dapprima quella radiale (introduzione in bottiglia) e, di seguito quella assiale (gabbiettatura), agendo in sinergia, consentono al tappo, sottoposto alla pressione dell'anidride carbonica presente nella bottiglia, di contrastare efficacemente la fuoriuscita di questo gas. Col tempo il tappo perde gradualmente la sua elasticità naturale, e la parte situata più vicina all'imboccatura della bottiglia si degraderà più velocemente di quella situata più in basso, costringendo il tappo ad assumere la forma che si conosce.
Il tappo è formato da due parti ben distinte, le cui differenze sono facilmente individuabili anche a occhio nudo:
- la "testa", costituita da un agglomerato di pezzetti di sughero di alta qualità (utilizzato per questa parte del tappo per ragioni economiche, ma anche per motivi tecnici). Questa parte non è a contatto con il vino e costituisce la totalità della parte superiore al "raso bocca" della bottiglia. Una parte del "corpo" (9–12 mm) viene introdotta nel "collo" della bottiglia.
- il "corpo", che è costituito (in genere) da due rondelle di sughero massiccio incollate una sull'altra alla base del "corpo"; si tratta della parte che entra nel "collo" della bottiglia ed è esposta al contatto con il vino.

Una volta assemblati, levigati e rifiniti, i tappi vengono selezionati, in alcuni casi, trattati in superficie con (paraffina), ma in ogni caso, devono essere lubrificati con prodotti adatti al fine di rendere possibile la loro introduzione in bottiglia, migliorare la loro tenuta e agevolare la loro futura estrazione.
Sulla testa del tappo viene poggiata una placchetta in alluminio (con impressa solitamente la marca dello champagne), chiamata capsula, e il tutto viene chiuso con una gabbietta di fil di ferro, chiamata muselet che ha la funzione principale di trattenere il tappo che, spinto dalla pressione sviluppata dall'anidride carbonica interna alla bottiglia, tenderebbe a essere espulso dalla bottiglia stessa. Le placchette sono diventate oggetto di collezionismo. Infine, il tutto è avvolto da un involucro di alluminio, a mo' di sigillatura, chiamato "capsulone" che è quello che si apre e strappa prima di stappare la bottiglia.

## L'etichetta
Sull'etichetta di una bottiglia di champagne si trovano numerose informazioni: la marca, il nome dell'imbottigliatore, il dosaggio (pas dosé, extrabrut, ecc.), l'eventuale millesimo, la data del dégorgement (facoltativa ma sempre più indicata), il comune d'origine delle uve, e talvolta il livello qualitativo delle uve: grand cru per i diciassette comuni che hanno diritto a fregiarsi di questo titolo (il più pregiato) o premier cru per altri quarantuno comuni. Inoltre è obbligatorio indicare l'organizzazione professionale dell'imbottigliatore, con una sigla di due lettere (solitamente stampata con caratteri minuscoli sull'etichetta).
Questa sigla, che è forse l'indicazione più importante per definire la qualità e il valore di uno champagne, ha i seguenti significati:
- NM: Négociant-manipulant; è il caso di una casa produttrice di champagne che compra le uve e le assembla per elaborare e commercializzare il vino; si tratta in generale degli champagne più pregiati, prodotti dalle case dai nomi più famosi.
- CM: Coopérative de manipulation; è il caso di gruppi di produttori che assemblano le uve, le elaborano e le commercializzano; si tratta in genere di prodotti non eccelsi, ma accettabili.
- RM: Récoltant-manipulant; raggruppa l'insieme dei vignaioli che elaborano e commercializzano le proprie uve; si tratta in generale di prodotti molto buoni.
- SR: Société de récoltants; un'associazione di viticoltori che producono champagne in comune ma che non sono una cooperativa
- RC: Récoltant-coopérateur; i viticoltori conferiscono le loro uve a una cooperativa che ha l'incarico di eseguire la vinificazione; le bottiglie vengono quindi restituite ai singoli produttori per la commercializzazione.
- MA: Marque d'acheteur; è il caso di un commerciante che acquista le bottiglie pronte per il consumo e le commercializza con il proprio marchio.
- ND: Négociant-distributeur; simile a MA.

## Caratteristiche di produzione

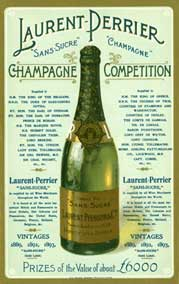
Una pubblicità inglese edoardiana per lo champagne, che elenca onorificenze e bevitori reali

Lo champagne presenta molte caratteristiche d'originalità fra i grandi vini francesi, in particolare:
- la raccolta è manuale (le macchine per vendemmiare sono vietate) poiché è essenziale che le uve giungano in perfetto stato.
- la spremitura viene effettuata con torchi tradizionali o pneumatici (presse) in modo tale da non macchiare il mosto al contatto della buccia dell'acino; si tratta infatti di un vino bianco derivato anche da uve nere (Pinot noir e Pinot meunier);
- impiego della mescolanza tra i tipi di uve di diversi anni allo scopo di garantire una continuità nelle qualità enologica e nelle caratteristiche organolettiche;
- l'indicazione del millesimo (possibile ma non obbligatorio) avviene solo quando sono riuniti vini dello stesso anno (100% dei vini base devono essere dell'annata in oggetto). È generalmente il segno di una grande qualità;
- il vino spumante è mantenuto sotto pressione nella sua bottiglia da un tappo avente la forma di un fungo, fermato con una capsula di filo di ferro;
- come per qualsiasi spumante elaborato nell'UE, la versione rosata si può ottenere riunendo vino rosso (della Champagne) con vino bianco.

Lo champagne rosè può anche essere ottenuto lasciando le bucce delle sole uve nere a contatto del mosto dopo la spremitura.

## Aneddoti e informazioni pratiche

### Come servire lo champagne?
Lo champagne va servito sempre freddo, ma non ghiacciato, a una temperatura tra i 6 °C e gli 8 °C se è giovane, e fino ai 10 °C per uno più maturo o millesimato.
Porre per tempo le bottiglie nel refrigeratore, mai nel congelatore; la temperatura uniforme si raggiunge in circa 2 ore, se si mantengono le bottiglie nella parte bassa, la più fredda.
In caso di necessità di operare in tempi rapidi, utilizzare un secchiello con abbastanza ghiaccio e porvi la bottiglia; per accelerare il raffreddamento si possono aggiungere alcune manciate di sale grosso.
Stappare la bottiglia estraendo il tappo con un movimento rotatorio, dopo averlo privato della gabbietta. Tenere la bottiglia leggermente inclinata. Nell'ultima fase di estrazione del tappo porre avvertenza a non farsi sfuggire lo stesso per non colpire il commensale che sta di fronte a noi e per non far sentire il botto: tipico, ma poco elegante.
Tenendo la bottiglia nella parte posteriore della stessa e reggendola con una sola mano, versare lentamente il vino nei calici, facendo attenzione che la spuma non debordi. Imporre un movimento rotatorio alla bottiglia per non far gocciolare il vino al termine dell'operazione di versamento.
Lo champagne si versa in bicchieri appositi a forma di coppa con piede, o a forma di tubo allungato (questi ultimi, detti flûte). La preziosità e l'eleganza dei calici aumentano il piacere di questo brindisi.

### Sablerosabrerle champagne?
Sabler: Sabler le champagne? C'est le boire d'un trait. Sauvages!. Con il termine sabler si intende il bere un bicchiere di champagne tutto d'un fiato.
Sabrer: Sabrer le champagne? C'est faire sauter le bouchon avec un sabre comme savait le faire la soldatesque. Sauvages!
La sabre è la sciabola; con il termine sabrer s'intende quindi una sciabolata, con la quale si fa saltare il collo delle bottiglie di champagne. È un'antica usanza, nota come sabrage, più scenografica che altro, tuttora in uso per dimostrazioni.

## Produttori di champagne
- Thienot
- Canard-Duchêne
- Pommery
- Henri Abelé
- Ayala
- Besserat de Bellefon
- Billecart-Salmon
- Henri Blin
- Bollinger
- Le Brun Servenay
- Cattier
- De Telmont
- Deutz
- Hervé Dubois
- Duval-Leroy
- Drappier
- Nicolas Feuillatte
- Gimonnet Gonet
- Henri Giraud
- Gosset
- Henri Goutorbe
- Alain Grilliat & Fils
- Charles Heidsieck (EPI)
- Heidsieck Monopole
- Henriot
- Jacquart
- Joseph Perrier
- Simart Moreau
- Jacquesson
- Krug (gruppo LVMH)
- Lanson
- Laurent-Perrier
- Mercier (gruppo LVMH)
- Moët et Chandon (gruppo LVMH) (Dom Pérignon)
- Bruno Paillard
- Pierre Paillard
- Perrier Jouet
- Philipponnat
- Pierson - Cuvelier
- Piper-Heidsieck (EPI)
- Louis Roederer (Cristal)
- Pol Roger
- Ruinart (gruppo LVMH)
- Salon
- Taittinger
- De Venoge
- Veuve Clicquot Ponsardin (gruppo LVMH)
- Vranken (gruppo Vranken-Pommery Monopole)

## Spedizioni
Si stima che l’industria dello Champagne abbia spedito 314 milioni di bottiglie nel 2023, in calo del 3,7% rispetto all’anno precedente, secondo il gruppo commerciale dell’industria Comité Champagne. Il mercato dei locali notturni resta forte, ma il consumo di champagne tra le mura domestiche sta perdendo terreno.

## Nella cultura di massa
Nel 1973 in Italia è stato pubblicato un brano ispirato al nome dell'alcolico composta da Mimmo Di Francia su testo di Depsa e interpretato dal cantante caprese Peppino Di Capri dal nome Champagne diventato noto a livello nazionale e estero.